# ويلهلم فوكس
ويلهلم فوكس (بالألمانية: Wilhelm Fuchs)‏ هو عالم زراعة ألماني، ولد في 1 سبتمبر 1898 في مانهايم في ألمانيا، وتوفي في 24 يناير 1947 في بلغراد في صربيا بسبب شنق.